# Will Downing
Will Downing (Brooklyn, 1963. november 29. –) amerikai dzsesszénekes, dalszerző.

## Pályafutása
Will Downing az 1970-es évek végétől a 80-as évek közepéig háttérénekes volt Billy Ocean, Nona Hendryx, Rose Royce, Daryl Payne, Marc Sadane, a Warp 9 és Jennifer Holliday mögött. Az 1980-as évek közepén aztán Arthur Baker felfedezte soulénekesként.
1988-ban Downing szerződést kapott az Island Records kiadótól, és felvette „Will Downing” című debütáló albumát. Az áttörést az a „Love Supreme” című kislemez hozta számára meg, amely John Coltrane klasszikusának énekelt változata.
2005-ig sikereket ért el Nagy-Britanniában és az amerikai R&B slágerlistákon. 2006-ban Downingnál diagnosztizáltak egy olyan betegséget, amely az izmokat és az ízületeket gyengíti. Ezért már tolószékben kellett énekelnie az „After Tonight” című 2007-es albumát.
A Classique album 2009-ben jelent meg. Egy évvel később, 2010 következett a Lust, Love & Lies (An Audio Novel), a tizenötödik stúdióalbuma. 2015-ig további három stúdióprodukció jelent meg: Silver (2013), Euphoria (2014) és a Chocolate Drops (2015).

## Albumok
- 2015: Chocolate Drops
- 2014: Euphoria
- 2013: Silver
- 2012: Today
- 2010: Lust, Love & Lies (An Audio Novel)
- 2009: Classique
- 2007: After Tonight
- 2005: Soul Symphony
- 2004: Christmas, Love and You
- 2003: Emotions
- 2002: Sensual Journey
- 2000: All the Man You Need
- 1998: Pleasures of the Night és Gerald Albright
- 1997: Invitation Only
- 1995: Moods
- 1994: Nothing Has Ever Felt Like This és Rachelle Ferrell
- 1993: Love's the Place to Be
- 1991: A Dream Fulfilled
- 1989: Come Together as On
- 1988: Will Downing

## Díjak
- 2001: Grammy-díj jelölés az „All The Man That You Need” című albumért